# Grip stavkirke
Grip stavkirke er en stavkirke fra anden halvdel af 1400-tallet som ligger på øen Grip i Kristiansund kommune på Nordmøre. Den er en del af Den norske kirke og hører til Ytre Nordmøre prosti i Møre bispedømme.
Kirken har stadig de ældste dele fra middelalderen bevaret, men der er siden blevet tilføjet nyere bygningsdele. Skibet og koret er begge 6,5 m brede. I 1621 blev væggene i koret skiftet, og disse blev bemalet. I 1870'erne blev der indsat nye vinduesåbninger, og yder- og indervægge blev malet hvide.
I 1933 blev der foretaget en omfattende restaurering. Kirken blev hævet og sat på nye fundamenter. Ydervæggene blev beklædt og tjæret, og panelet inde i kirken blev afdækket. Kirkens nuværende udseende er, som man mener den har set ud i 1600-tallet. Der blev også indsat en middelalderlig fløjaltertavle som antagelig er fremstillet i Holland. Motivet på denne tavle er jomfru Maria flankeret af Olav den hellige og St. Margrethe. St. Margrethe regnes som en af de 14 nødhjælpere som blev påkaldt ved sygdom. Det findes også en afbildning af hende på Bergen Museum på fløjene fra en fløjaltertavle. Fløjene kom til Bergen Museum fra Hjørundfjord kirke i Sunnmøre i 1864.